# Charleston (Schiff, 1968)
Die USS Charleston (LKA-113) ist ein im Dezember 1968 in Dienst gestelltes amphibisches Frachtschiff der United States Navy und Typschiff der Charleston-Klasse. Aktive Kriegseinsätze erlebte das Schiff während des Vietnamkriegs und des Zweiten Golfkriegs. Die Charleston blieb bis April 1992 im Dienst und befindet sich seitdem in der Reserveflotte.

## Geschichte
Die wurde am 11. Juni 1965 als Typschiff der aus fünf Einheiten bestehenden Charleston-Klasse in Auftrag gegeben und am 5. Dezember 1966 in der Werft von Newport News Shipbuilding auf Kiel gelegt. Der Stapellauf erfolgte knapp ein Jahr später am 2. Dezember 1967. Am 14. Dezember 1968 konnte das Schiff in Dienst gestellt werden. Es handelte sich um die vierte Einheit der United States Navy, die nach Charleston (South Carolina) benannt war.
Während des Vietnamkriegs versorgte die Charleston US-Truppen mit Ausrüstung. Für ihre Verdienste wurden sie und ihre Besatzung mehrfach von der United States Navy ausgezeichnet. Einen weiteren wichtigen Einsatz hatte das Schiff während der Operation Desert Storm während des Zweiten Golfkriegs.
Am 27. April 1992 wurde die Charleston nach über 23 Dienstjahren ausgemustert und in die Reserveflotte überführt, wo sie sich bis heute befindet. Das Schiff ankert in Philadelphia (bis 2023 zusammen mit zwei seiner Schwesterschiffe) und soll nach Plänen der United States Navy abgewrackt werden.
In Tom Clancys 1986 erschienenen Roman Im Sturm wird die Charleston als eines von vielen Schiffen der United States Navy erwähnt und im Verlauf der Handlung bei Kämpfen versenkt.